# Fraunhofer-Institut für Produktionstechnologie
Koordinaten: 50° 47′ 5,3″ N, 6° 2′ 49,2″ O
Das Fraunhofer-Institut für Produktionstechnologie IPT (Kurzform Fraunhofer IPT) ist eine Einrichtung der Fraunhofer-Gesellschaft zur Förderung der angewandten Forschung e. V. Das Institut hat seinen Sitz auf dem Gelände des RWTH Aachen Campus in Aachen, seine Aktivitäten sind der angewandten Forschung und Entwicklung in den Fächern Ingenieurwissenschaft und Maschinenbau zuzuordnen. Das Institut wurde am 15. Juli 1980 unter der Leitung von Wilfried König gegründet.
Das Fraunhofer IPT wird seit 2018 von Christian Brecher geleitet, der auch den Lehrstuhl für Werkzeugmaschinen am Werkzeugmaschinenlabor WZL der RWTH Aachen (WZL) innehat. Dem Institutsdirektorium des Fraunhofer IPT gehören außerdem drei weitere Lehrstuhlinhaber des WZL an: Thomas Bergs, Robert Schmitt und Günther Schuh.

## Forschung und Entwicklung
Das Fraunhofer IPT entwickelt Systemlösungen für produzierende Unternehmen. Die Schwerpunkte liegen in den Bereichen der Prozesstechnologie, der Produktionsmaschinen, der Mechatronik, der Produktionsqualität und Messtechnik sowie des Technologiemanagements.
Die Forschungsbereiche des Fraunhofer IPT werden von je einem der Direktoriumsmitglieder geleitet:

### Prozesstechnologie
- Abteilung Feinbearbeitung und Optik
- Abteilung Hochleistungszerspanung
- Abteilung Additive Fertigung und Laserstrukturieren
- Abteilung Technologietransfer Turbomaschinen

Leitung: Thomas Bergs

### Produktionsmaschinen
- Abteilung Faserverbund- und Lasersystemtechnik
- Abteilung Präzisionstechnik und Automatisierung

Leitung: Christian Brecher

### Produktionsqualität und Messtechnik
- Abteilung Produktionsqualität
- Abteilung Produktionsmesstechnik

Leitung: Robert Schmitt

### Technologiemanagement
- Abteilung Strategisches Technologiemanagement
- Abteilung Operatives Technologiemanagement

Leitung: Günther Schuh

## Geschäftsfelder
Das Fraunhofer IPT bündelt seine Entwicklungstätigkeiten in sechs interdisziplinären Geschäftsfeldern:
- Energiespeicher
- Leichtbau-Produktionstechnik
- Life Sciences Engineering
- Optik
- Turbomaschinen
- Werkzeugbau

## Fraunhofer Forschungsfertigung Batteriezelle FFB
Die Fraunhofer Forschungsfertigung Batteriezelle FFB wird 2019 als Teilinstitut des Fraunhofer-Instituts für Produktionstechnologie IPT aufgebaut. Das Ziel der FFB ist es, zum Zentrum der Entwicklung einer modernen und skalierbaren Batteriezellproduktion für Deutschland und Europa werden, um die Produktion in Deutschland zukünftig neue Batterietechnologien effizienter, günstiger, in höchster Qualität bereitstellen kann. Der Bund und das Land Nordrhein-Westfalen fördern den Aufbau einer Forschungsfabrik für die Batteriefertigung mit insgesamt 700 Millionen Euro. Die Fabrik stellt die Infrastruktur zur Verfügung mit der kleine und mittlere Unternehmen, aber auch Großunternehmen und Forschungseinrichtungen die seriennahe Produktion neuer Batterien erproben, umsetzen und optimieren können.

## Fraunhofer IEM
In Paderborn unterstützte das Fraunhofer IPT von Frühjahr 2011 bis Ende 2015 den Aufbau der Fraunhofer-Projektgruppe Entwurfstechnik Mechatronik, die sich mit der Entwicklung mechatronischer Systeme für die Regelungstechnik, Softwaretechnik und Produktentstehung befasst. Seit dem 1. Januar 2016 war die Projektgruppe zunächst als Fraunhofer-Einrichtung für Entwurfstechnik Mechatronik, ab 1. Januar 2017 dann als Fraunhofer-Institut für Entwurfstechnik Mechatronik (IEM) unter der Leitung von Ansgar Trächtler eigenständig.

## Kooperationen
Zum Ausbau des Technologietransfers zwischen dem europäischen und amerikanischen Markt kooperiert das Fraunhofer IPT seit 1994 mit dem Fraunhofer Center for Manufacturing Innovation CMI in Boston, Massachusetts, das Andre Sharon seit 1998 leitet. Der Standort USA fördert die internationale Zusammenarbeit und intensiviert den Kontakt zu Einrichtungen in den USA. Weitere Auslandsaktivitäten des Instituts bestehen derzeit in Form sogenannter Project Center in Irland, den Niederlanden und Schweden.
Im Hochschulbereich bestehen enge Kooperationen mit den vier Lehrstühlen des Werkzeugmaschinenlabors WZL der RWTH Aachen. Diese Kooperation ermöglicht die Grundlagenforschung für das Fraunhofer IPT und dient auch der Aus- und Weiterbildung von Studierenden und Assistenten.

### Fraunhofer-Kooperationen
- Fraunhofer-Verbund Produktion
- Fraunhofer-Allianz Vision
- Fraunhofer-Allianz Leichtbau
- Fraunhofer-Allianz Automobilproduktion
- Fraunhofer-Allianz Generative Fertigungsverfahren
- Fraunhofer-Allianz Numerische Simulation von Produkten, Prozessen
- Fraunhofer-Allianz Big Data

## Infrastruktur
Im Jahr 2018 waren am Fraunhofer IPT im Schnitt 471 Mitarbeiterinnen und Mitarbeiter beschäftigt, davon 128 wissenschaftliche, technische und administrative Beschäftigte, 238 Studierende und Schüler sowie zehn Auszubildende. Das Finanzvolumen des Fraunhofer IPT lag im Geschäftsjahr 2018 bei 31,5 Millionen Euro, davon stammen 73 Prozent aus Projekten, die unmittelbar für industrielle Auftraggeber abgewickelt wurden.